# Нейролингвистика
Нейролингви́стика (от греч. νεῦρον ‘нерв’, лат. lingua ‘язык’) — отрасль психологической науки, пограничная для психологии, неврологии и лингвистики, изучающая «мозговые механизмы речевой деятельности и те изменения в речевых процессах, которые возникают при локальных поражениях мозга». Становление нейролингвистики как научной дисциплины связано с развитием нейропсихологии с одной стороны, лингвистики и психолингвистики — с другой. В соответствии с представлениями современной нейропсихологии нейролингвистика рассматривает речь как системную функцию, а афазию — как системное нарушение, которое складывается из первичного дефекта и вторичных нарушений, возникающих в результате воздействия первичного дефекта, а также функциональных перестроек работы мозга, направленных на компенсацию нарушенной функции.

## Нейролингвистика как научная дисциплина

### Место нейролингвистики в системе наук
Нейролингвистика имеет много общего с психолингвистикой, которая занимается изучением когнитивных механизмов языка с помощью традиционных методов экспериментальной психологии. На данный момент психо- и нейролингвистические теории часто пересекаются, и исследователи в обеих областях науки активно сотрудничают друг с другом.
Многие исследования в нейролингвистике проводятся с привлечением теорий, выдвигаемых лингвистами и психолингвистами. Эти теории проверяются и/или получают дальнейшее развитие. В общем случае ученые, занимающиеся теоретической лингвистикой, разрабатывают теории относительно структуры языка и организации языковой информации, психолингвисты предлагают модели и алгоритмы обработки языковой информации в мозге, а нейролингвисты анализируют мозговую активность, чтобы выяснить, как биологические структуры (нейронные популяции и нейронные сети) реализуют эти психолингвистические алгоритмы обработки.
К примеру, в экспериментах относительно алгоритмов обработки предложений изучались вызванные потенциалы мозга ELAN, N400 и P600 с целью выявить, каким образом физиологические реакции мозга совпадают с предполагаемыми реакциями согласно разным психолингвистическим теориям обработки предложений (к примеру, согласно «сериальной» модели, предложенной Жанет Фодор и Лин Фрайзер, а также «унификационной модели» Theo Vosse и Герарда Кемпена).
Нейролингвисты также могут выдвигать теории относительно структуры и организации языка на основании информации о физиологии мозга, то есть «делать обобщающие выводы об устройстве языка, исходя из знаний об устройстве и работе неврологических структур».

### Основные разделы лингвистики и соответствующие им исследования в нейролингвистике
Нейролингвистические исследования проводятся во всех значимых областях лингвистики:
- Фонетика (структура звукового устройства речи): как мозг извлекает звуки речи из потока акустических сигналов, как мозг отделяет звуки речи от фонового шума.
- Фонология (структура звукового устройства языка): как фонологическая система определенного языка представлена в мозге.
- Морфология и лексикология (структура организации и хранения слов в ментальном лексиконе): как в мозге организованы хранение словарного запаса, лексикона человека и доступ к нему.
- Синтаксис (структура словосочетаний и предложений), а также семантика (смысловые значения единиц языка): как слова объединяются в словосочетания и предложения в мозге, как структурная и семантическая информация используется при восприятии предложений.

### Основные проблемы нейролингвистики
Нейролингвистические исследования проводятся по многим направлениям, к примеру:
- где в мозге обрабатывается лингвистическая информация,
- как обработка языковой информации изменяется во времени,
- как структуры мозга соотносятся с усвоением и изучением языка,
- какой вклад может внести нейропсихология в работу с речевыми и языковыми патологиями, и т.п.

#### Локализация обработки языковой информации
Многие нейролингвистические исследования, такие как ранние работы Брока и Вернике, были направлены на поиски конкретных языковых «модулей» мозга. Сейчас наибольшую актуальность имеют следующие темы: по каким мозговым путям идет сигнал во время обработки языковой информации, существуют ли конкретные участки мозга для обработки неких определенных видов языковой информации, как различные участки мозга взаимодействуют во время обработки языковой информации и как активность участков мозга различается при восприятии и порождении языковой информации на неродном языке.

#### Временные характеристики процессов обработки языковой информации в мозгу
В этой области нейролингвистических исследований для анализа временных характеристик обработки языковой информации используются электрофизиологические измерения. Распределение по времени определенных типов мозговой активности может отражать независимость процессов, которые включаются в мозгу при обработке языковой информации. К примеру, одна из нейролингвистических теорий обработки предложений предполагает, что три вида мозговых реакций (ELAN, N400, и P600) являются результатом трех различных ступеней в процессе обработки синтаксической и семантической информации.

#### Овладение языком
Еще одной актуальной темой является исследование связей между мозговыми структурами и освоением языка. Исследования в области овладения языком уже доказали, что дети, рожденные в любой языковой среде, проходят через сходные и предсказуемые стадии освоения (такие как, например, лепет). Некоторые нейролингвистические исследования направлены на поиск связей между стадиями овладения языком и определенными стадиями развития мозга у детей. В то же время другие исследователи занимаются изучением физических изменений (известных под названием нейропластичность), которые происходят в мозгу уже во взрослом возрасте при освоении неродного языка.

#### Языковые и речевые патологии
Нейролингвистические методы также используются для изучения различных нарушений в языке и речи (таких, к примеру, как афазия и дислексия), а также для исследования связи подобных нарушений с физическими характеристиками мозга.

## История нейролингвистики
Основные статьи: История развития нейробиологии, История развития нейровизуализации, История когнитивистики
Как особая область знаний нейролингвистика оформилась в 50-60-х гг. XX века, однако появлению данной науки предшествовал более чем столетний период накопления знаний о нарушениях речи при локальных повреждениях мозга — афазиях. Основной причиной появления нейролингвистики можно считать практические потребности афазиологии — отрасли медицины, которая занимается лечением людей, страдающих афазиями. Первые достижения нейролингвистики связаны с решением практических задач диагностики и коррекции речевых нарушений.
Афазиология пыталась соотнести структуру мозга с языковой функцией, изучая влияние мозговых нарушений на обработку языковой информации. Одним из первых ученых, кто выделил связь поражения определенного участка мозга с нарушениями в языке, был Поль Брока, французский хирург, который проводил аутопсию мозга у большого числа пациентов с речевыми и языковыми нарушениями. Он обнаружил, что у большинства из них присутствовали органические поражения (повреждения) левой лобной доли — в том участке мозга, который сейчас носит название зоны Брока.
В начале XIX века существовала область знаний френология; её приверженцы утверждали, что различные участки мозга отвечают за различные функции и что языковая функция в основном выполняется лобными долями мозга. Но исследования Брока были, по всей видимости, первыми исследованиями, которые предоставили эмпирические доказательства этой связи.

### История нейролингвистики в России

#### Истоки нейролингвистики в России
Лингвистические истоки нейролингвистики восходят к работам учёных школы Ивана Александровича Бодуэна де Куртенэ. Он считал, что «существуют не какие-то витающие в воздухе языки, а только люди, одарённые языковым мышлением». Многие идеи Бодуэна базировались на работах И. М. Сеченова, выявившего зависимость рефлекса не только от раздражителей, но и от суммы прежних воздействий. По мнению Бодуэна, психические явления неотделимы от физиологического субстрата, а значит, все они существуют только вместе с живым мозгом и исчезают при его «смерти».
Одним из наиболее ярких представителей школы И. А. Бодуэна де Куртенэ был Лев Владимирович Щерба. В знаменитой работе «О трояком аспекте языковых явлений и об эксперименте в языкознании» он утверждал, что «речевая организация человека может быть только физиологической или, лучше сказать, психофизиологической, чтобы этим термином указать на то, что при этом имеются в виду такие процессы, которые частично (и только частично) могут себя обнаруживать при психологическом самонаблюдении». Многие положения Щербы, которые он развивал в своих трудах, стали базовыми для отечественной психолингвистики.
Специально проблемами нейролингвистики занимался российский и американский лингвист Роман Осипович Якобсон. Одной из заслуг Якобсона является установление закономерностей распада звуковой стороны при патологии: «Верхние пласты снимаются прежде нижних. Опустошения афатического типа воспроизводят в обратном порядке приобретения детского возраста».
Психологические истоки нейролингвистики обнаруживаются в концепциях Льва Семёновича Выготского. Л. С. Выготский предложил своё понимание локализации психических функций, которая, по его мнению, должна быть основана на исторической теории развития высших психических функций, высоко оценивающей значение представления о системном и смысловом устройстве сознания человека.
Физиологические истоки нейролингвистики содержит в себе теория физиологической активности Николая Александровича Бернштейна. В частности, в своей автобиографической книге «Этапы пройденного пути» А. Р. Лурия вспоминает, что именно труды Бернштейна помогли сделать предположение, что моторная афазия состоит из двух разных форм: эфферентной и афферентной.

#### Нейролингвистика А. Р. Лурия
Основной этап становления и развития нейролингвистики связан с работами нейропсихолога и основателя отечественной нейролингвистики Александра Романовича Лурия, объединившего системный анализ речевых нарушений с теоретическими представлениями лингвистики и психолингвистики.

### История зарубежной нейролингвистики
В 1836 году на заседании медицинского общества в городе Монпелье (Франция) врач Марк Дакс выступил с научным докладом, посвящённым обследованию больных, потерявших речь в результате повреждения мозга. Дакс первый предположил, что между потерей речи и повреждённой стороной мозга существует связь, что позволило ему высказать мысль о локализации речевых функций в левом полушарии. Хотя доклад был впоследствии опубликован, научное сообщество не придало серьёзного значения работе Марка Дакса.
Тем не менее возникновение афазиологии традиционно связывают с именем французского хирурга и антрополога Поля Брока, случайно открывшего центр речи (центр Брока) по результатам патологоанатомического исследования всего двух больных. У обоих больных, как выяснилось после вскрытия, поражены (разными заболеваниями) одни и те же области левого полушария головного мозга, что и позволило Полю Брока, опираясь на данные предыдущих исследований, сделать выводы в отношении локализации речевого центра (в публикации 1865 года). Афазию, связанную с повреждением данного речевого центра, стали называть афазией Брока.
Не менее важное открытие совершил немецкий психоневропатолог Карл Вернике. В 1873 году Вернике изучал пациента, который перенёс инсульт. С одной стороны, этот человек мог говорить (однако разговаривал он патологически) и слух его не был нарушен, но, с другой стороны, он с трудом понимал устную и письменную речь. После того как он умер, Вернике при вскрытии обнаружил поражение в задней теменной и височной области левого полушария мозга пациента. Он заключил, что эта область, которая близка к слуховой области мозга, участвует в понимании речи. Таким образом, Карлу Вернике было только 26 лет, когда он в 1874 году опубликовал свой 72-страничный труд «Афазический симптомокомплекс» нем. «Der aphasische Symptomenkompleks», в котором он первым описал сенсорную афазию, или, как он сам её называл, афазию управления (нем. Leitungsaphasie). В своей книге Вернике пытался связать различные афазии с нарушениями психических процессов в различных отделах мозга. Позже он открыл, что повреждение дугообразных нервных волокон, соединяющих поля Брока и Вернике, тоже ведут к моторной и сенсорной афазии.

### Современное состояние нейролингвистики
В современной России можно говорить о двух сложившихся традициях нейролингвистических исследований — Московская школа нейролингвистики А. Р. Лурии (в настоящее время развивается Т. В. Ахутиной) и Петербургская школа нейролингвистики Балонова—Деглина (нынешний руководитель — Т. В. Черниговская).
Не вдаваясь в тонкости теоретических разногласий, можно с очень высокой степенью огрубления указать основное различие в подходах этих двух школ: в работах нейролингвистов Московской школы присутствует игнорирование или недооценка работы правого полушария в речевой деятельности, тогда как в исследованиях представителей Петербургской школы настойчиво и последовательно проводится мысль о распределении разных языковых механизмов в левом и правом полушариях головного мозга.
В настоящее время нейролингвистика всё больше сближается с психолингвистикой и когнитивной наукой.
Сегодня в России есть как минимум четыре лаборатории, тесно занимающиеся исследованиями в области нейро- и психолингвистики: Центр Языка и Мозга НИУ ВШЭ, Лаборатория Когнитивных Исследований Факультета свободных искусств и наук СПбГУ, Лаборатория Поведенческой Нейродинамики Факультета Психологии СПбГУ и Центр Когнитивных Исследований Филологического факультета МГУ.

## Нейролингвисты России и СССР
- А. Р. Лурия
- Т. В. Ахутина
- Л. В. Сахарный
- Р. О. Якобсон
- Т. В. Черниговская
- К.Ф. Седов